# 雫石川
雫石川（しずくいしがわ）は、岩手県を流れる北上川水系北上川支流の一級河川である。

## 地理
岩手県と秋田県の境に位置する秋田駒ヶ岳（標高1,637m）に源を発し東へ流れる。御所湖にて南川、矢櫃川など多くの支流を合わせ、御所ダムを経て、盛岡市中心部で本流の北上川に合流する（北緯39度41分42秒 東経141度08分35秒 / 北緯39.695度 東経141.143度座標: 北緯39度41分42秒 東経141度08分35秒 / 北緯39.695度 東経141.143度）。御所ダム下流の鹿妻穴堰で雫石川から分水された水路は盛岡、紫波地域の田園地帯を潤している。かつては暴れ川として有名であった。

## 流域の自治体
岩手県
岩手郡雫石町、盛岡市、滝沢市

## 支流
- 葛根田川
- 南川
- 諸葛川

## 写真集

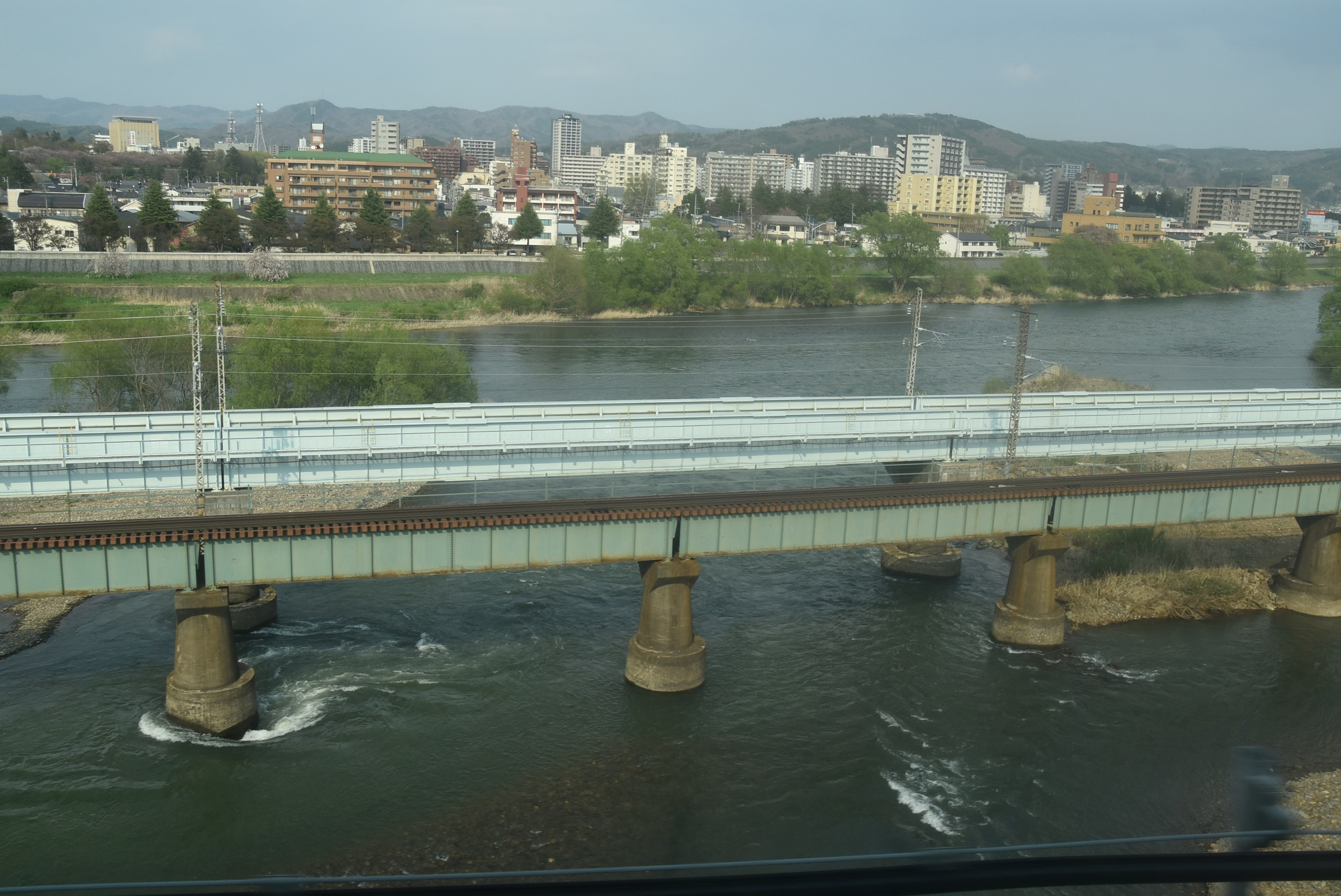
盛岡駅のすぐ南で雫石川（手前）が北上川（上）に合流（東北新幹線の東側窓から）